# أنتعل الغبار وأمشي
أنتعل الغبار وأمشي هي الرواية الخامسة للروائية والإعلامية والناقدة اللبنانية مي منسَّى. صدرت الرواية لأوّل مرة عام 2006 عن دار رياض الريِّس للكتب والنشر. وتُرجمت فصول من الرواية إلى اللغة الإنجليزية، ودخلت في القائمة النهائية «القصيرة» للجائزة العالمية للرواية العربية لعام 2008, المعروفة بجائزة «بوكر».

## حول الرواية
رواية “أنتعل الغبار وأمشي” أشبه بالسيرة الذاتية، مروية بلسان بطلتها، في فصول قصيرة بلا عناوين. طفولة بائسة: فقر ونزوح وإعاقة جسدية، تقابلها عصامية مبكرة وحب للمعرفة وعناد ومقاومة. لكن ثمة في الرواية بوح جريء بعاطفة ونزعة إنسانية جميلة ولغة شفافة.

### حول اسم الرواية
تقول مي منسَّى إن رواية «أنتعل الغبار وأمشي» تصف المجزرة التي حدثت في قرية من قرى لبنان، وذهب فيها رجال ونساء وأطفال، ولملم صديقي الكاهن الأطفال المشردين بفعلها وأخذهم إلى فرنسا ليتعلموا. والرواية مستمدة من قصة الصبي الذي تعرفت إليه عند الكاهن ووجدت أن وجهه مشظى، فسألته «لماذا وجهك هكذا يا إيلي؟» فقال: «عندما دخل الإرهابيون ليقتلوننا نامت أمي فوقنا، ماتت أمي، وبقيت أنا وأخذت الشظايا». أما شقيقته التي اختبأت وراء الستار، ففقدت لغة الكلام. ولاحقاً، وجد (أي إيلي) الطريقة ليعود (إلى لبنان) ويدخل في المقاومة، بينما الفتاة «ماريا نور» تعلمت الصحافة وهي خرساء فأحبت الكتابة.. أحبت أن تعمل في البلدان الساخنة، وكانوا في الجريدة حيث تعمل، يقولون ما دامت خرساء أي «معاقة» فلتذهب إلى الأماكن الساخنة. قالت هي، يريدوني أن أكون هناك لأني لا أنفع شيئاً أنا يتمية، خرجت من مجزرة بلدي، وأنا معاقة فإذا مت من سيبكيني. وفي العراق، تحت الضرب والقصف ركضت وهربت مع الناس، وفقدت حذاءها وهي تركض بين المجاري والمياه. لم تستدر لتأخذ حذاءها. قالت «سأنتعل الغبار وأمشي», وكان هو العنوان (عنوان الرواية)، بل من هنا يخلق العنوان.

## إقتباسات من الرواية
جاء في الرواية:
| أنتعل الغبار وأمشي | كنت في قرارة نفسي بحاجة ماسة إلى الانفراد بدفتري السري كلما سنحت الظروف. بيني وبين ورقتي كنت أستعيد حقيقتي ولو مغبّشة، مستقيلة من طبيعتي الأخرى، المواربة، المتحايلة على الواقع للفوز برضى الآخرين وعطفهم. هذا الدفتر المخوّل دون سواه كتم اعترافاتي، كنت أخبئه نهاراً تحت فراشي وأعود إليه ليلاً حين الكل نيام، أصبّ فيه عصارة مكبوتاتي. كنت أتحوّل ليلاً إلى شيطان رغبات مقموعة أحررها كتابة بشعور من يقترب الخطيئة بلذّة. كنت، وقلمي منساب برفق من وحيي الخصب، على اقتناع بأن الوقوع في الحب ينبغي أن يكون على مثال الحكايات، لا تحيا فيه المرأة العاشقة إلا إذا ذاقت عذاب الجحيم واحترقت في نعمة اللذة حتى الهلاك. | أنتعل الغبار وأمشي |

## ترجمة الرواية
تُرجمت فصول من هذه الرواية إلى اللغة الإنجليزية عام 2008, ونشرت في مجلة بانيبال اللندنية المختصة بالأدب العربي الحديث، وقد قامت بترجمتها المترجمة الأمريكية «باولا حيدر».